# Xavier Rubert de Ventós
Xavier Rubert de Ventós (Barcelona, 1 de septiembre de 1939 - Barcelona 28 de enero de 2023) fue un filósofo, escritor y político español. 

## Biografía
Fue catedrático de Estética en la Universidad Politécnica de Cataluña, además de profesor en las universidades de Barcelona y en diversas universidades estadounidenses, como Harvard, Brown, Berkeley, Cincinnati y Nueva York. 
En la Universidad de Nueva York fundó la Cátedra Barcelona-New York y el New York Institute for the Humanities. 
Fue también parlamentario del Congreso y del Parlamento Europeo. Participó en la lucha antifranquista desde el Frente Obrero Catalán y fue expulsado de la Universidad de Barcelona mediante un expediente administrativo por "abandono de la cátedra", cuando en el año 1975 tuvo que exiliarse en París por amenazas de los falangistas.
Amigo de la infancia de Pasqual Maragall, se afilió al PSC. En noviembre de 2012 firmó un manifiesto público en el que daba apoyo a la candidatura de Convergència i Unió, de centro-derecha, a las elecciones en el Parlamento de Cataluña.
Falleció a los ochenta y tres años de edad en su ciudad natal, Barcelona, el 28 de enero de 2023.

## Obra

### Catalán
- 1968 Teoria de la sensibilitat[3]
- 1978 Ofici de Setmana Santa[3]
- 1983 Per què filosofia
- 1987 Pensadors catalans
- 1991 El cortesà i el seu fantasma[3]
- 1992 De filosofia (con Mercè Rius)
- 1993 Manies i afrodismes
- 1999 Catalunya: de la identitat a la independència[3]
- 2004 Filosofia d'estar per casa
- 2006 Teoria de la sensibilitat nacionalista
- 2012 Dimonis íntims[3]

### Castellano
- 1963 El arte ensimismado[3]
- 1969 Teoría de la sensibilidad (traducción del catalán)
- 1971 Moral y nueva cultura
- 1973 Utopías de la sensualidad y métodos del sentido
- 1974 La estética y sus herejías
- 1975 Ensayos sobre el desorden[3]
- 1979 Oficio de Semana Santa (traducción del catalán)
- 1980 De la Modernidad. Ensayos de filosofía crítica
- 1984 Filosofía y/o Política
- 1984 Las metopías: metodologías y métodos de nuestro tiempo
- 1986 Europa y otros ensayos
- 1986 Moral (reedición de Moral y nueva cultura, 1971)
- 1987 El Laberinto de la Hispanidad[3]
- 1990 ¿Porqué filosofía? (traducción del catalán)
- 1991 El cortesano y su fantasma (traducción del catalán)
- 1993 Manías, amores y otros oficios
- 1994 Nacionalismos. El laberinto de la identidad
- 1996 Ética sin atributos (reedición de Moral, 1986)
- 1998 Crítica de la modernidad (reedición de "De la modernidad", 1986)
- 1999 De la identidad a la independencia (traducción del catalán)
- 2000 Dios, entre otros inconvenientes
- 2009 Filosofía de andar por casa (traducción del catalán, Editorial Sexto Piso)

## Premios
- 1963 Premio Ciutat de Barcelona por El arte ensimismado
- 1969 Premio Lletra d'Or por Teoria de la sensibilitat
- 1973 Premio Anagrama de ensayo por La estética y sus herejías[3]
- 1987 Premio Espejo de España por El laberinto de la hispanidad
- 1991 Premio Josep Pla por El cortesà i el seu fantasma
- 1999 Premio Cruz de San Jorge de la Generalidad de Cataluña